# Cala (geografia)

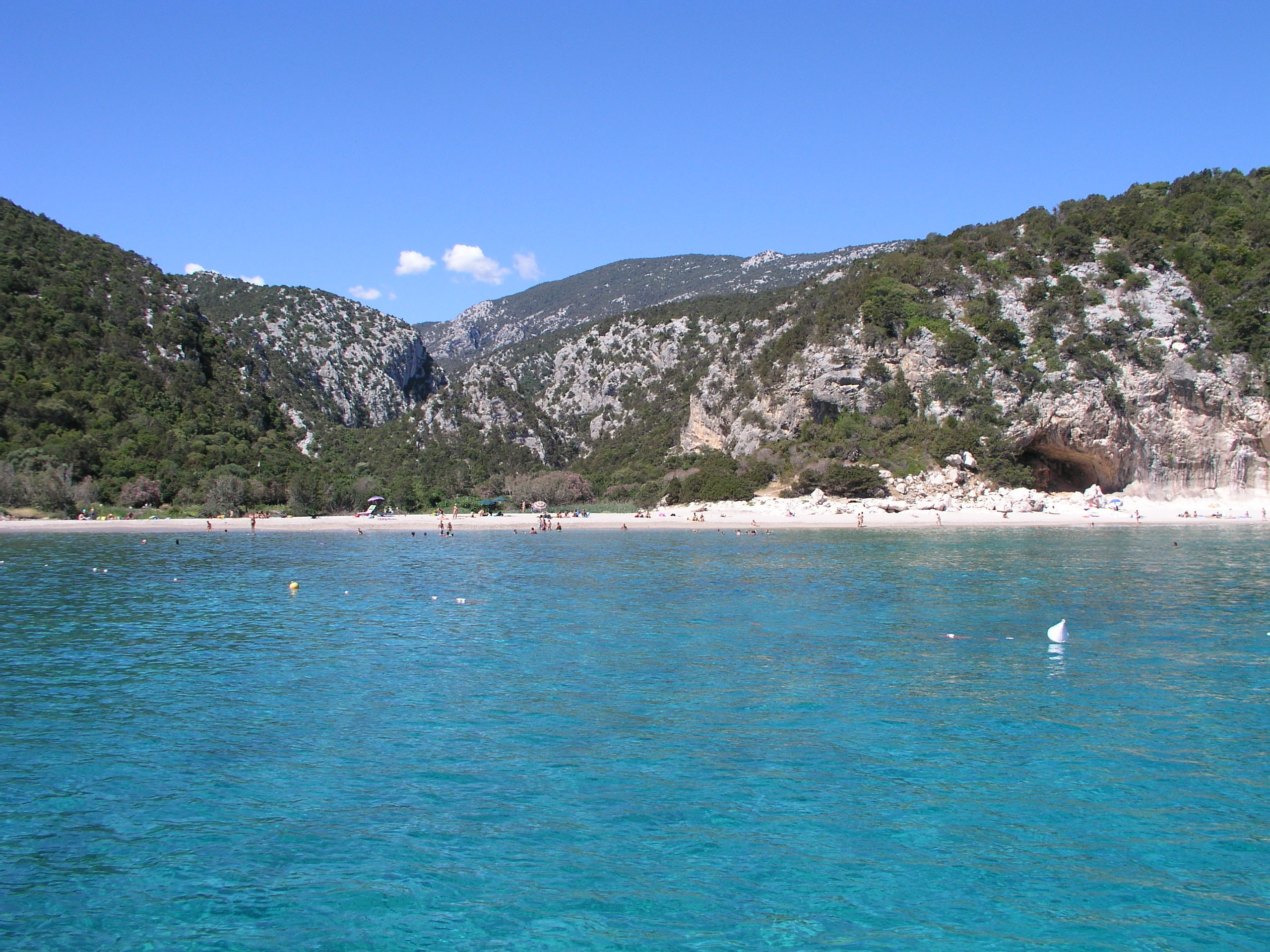
Cala Luna, golfo di Orosei

Una cala è un'insenatura marina molto aperta e poco estesa entro la terra ferma, con mare poco profondo, adatta a rifugio o a ormeggio per barche da pesca, imbarcazioni da diporto e piccole navi. È termine frequente anche come elemento di toponimi.

## Descrizione
Una cala è un piccolo tipo di baia o insenatura costiera. Le calette di solito hanno ingressi stretti, sono spesso circolari o ovali e situate all'interno di una baia più grande. Cale o recessi piccoli, stretti e riparati in una costa sono spesso considerati insenature.
Colloquialmente, il termine può essere usato per descrivere una baia riparata. La geomorfologia descrive le cale come aperture arrotondate e murate a precipizio simili a circhi, come in una valle che si estende dentro o giù per il fianco di una montagna o in una cavità o angolo di una scogliera.

## Formazione
Le cale si formano dalla degradazione meteorica, processo di disintegrazione e alterazione delle rocce e dei minerali affioranti sulla superficie terrestre, attraverso il contatto diretto o indiretto con gli agenti atmosferici. Queste rocce si erodono ulteriormente fino a formare una baia circolare con un ingresso stretto, chiamata cala.

## Cale famose
Tra le cale più famose ci sono:
- la Cala Rossa
- la Cala di Forno
- la Cala McWay
- la Cala Goloritzé
- la Cala Violina
- la Cala Luna